# Heriaeus spinipalpus
Heriaeus spinipalpus är en spindelart som beskrevs av Loerbroks 1983. Heriaeus spinipalpus ingår i släktet Heriaeus och familjen krabbspindlar. Inga underarter finns listade i Catalogue of Life.